# Gemeinde Podčetrtek
Podčetrtek (slowenisch), deutsch Windisch Landsberg (vgl. Deutschlandsberg), ist eine Gemeinde in der historischen Landschaft Štajerska (Untersteiermark), Region Savinjska, in Slowenien. Sitz der Gemeindeverwaltung ist die Ortschaft Podčetrtek.
Die aus 26 Ortschaften und Weilern bestehenden Gesamtgemeinde liegt im Sotlatal (dt. Sattelbachtal) an der kroatischen Grenze, 115 km von Ljubljana und 70 km von Zagreb entfernt.
Windisch-Landsberg hatte spätestens seit dem 15. Jahrhundert den Status eines Landgerichtes.
Seit Jahrhunderten wussten die Leute in der Umgebung von Podčetrtek von den Heilquellen am Hang des Rudnica (Grubberges). Die Paulinermönche vom nahen Kloster im heutigen Ortsteil Olimje (dt. Wolimiach) nutzen dieses Wasser schon im 17. und 18. Jahrhundert für ihre Klosterapotheke. Mitte der 1960er Jahre wurde das Heilbad nach Bohrungen an einen günstigeren Ort verlegt. So entstand das Heilbad Atomske Toplice, das seit 2000 unter dem Namen Terme Olimia betrieben wird.

## Ortsteile
- Brezovec pri Polju (dt.: Radelholz)
- Cmereška Gorca (dt.: Gorzach)
- Golobinjek ob Sotli (dt.: Taubenberg am Sattelbach)
- Gostinca (dt.: Gostenitz)
- Imeno (dt.: Stadeldorf)
- Imenska Gorca (dt.: Stadelberg in der Steiermark)
- Jerčin (dt.: Jertschin)
- Lastnič (dt.: Lastnitsch)
- Nezbiše (dt.: Nesswich)
- Olimje (dt.: Wolimiach)
- Pecelj (dt.: Petzl)
- Podčetrtek (dt.: Windisch Landsberg)
- Polje ob Sotli (dt.: Felddorf am Sattelbach)
- Prelasko (dt.: Plessdorf)
- Pristava pri Lesičnem (dt.: Meyerhof)
- Pristava pri Mestinju (dt.: Sankt Hermagor)
- Roginska Gorca (dt.: Roginskagorza)
- Rudnica (dt.: Grubberg)
- Sedlarjevo (dt.: Satteldorf bei Windisch Landsberg)
- Sela (dt.: Supf-Sankt Johann)
- Sodna vas (dt.: Schöpfendorf bei Windisch Landsberg)
- Sveta Ema (dt.: Hemmaberg)
- Verače (dt.:  Weratsche)
- Vidovica (dt.: Sankt Veit in der Steiermark)
- Virštanj (dt.: Vierstein)
- Vonarje (dt.: Wonnarie)

## Weblinks

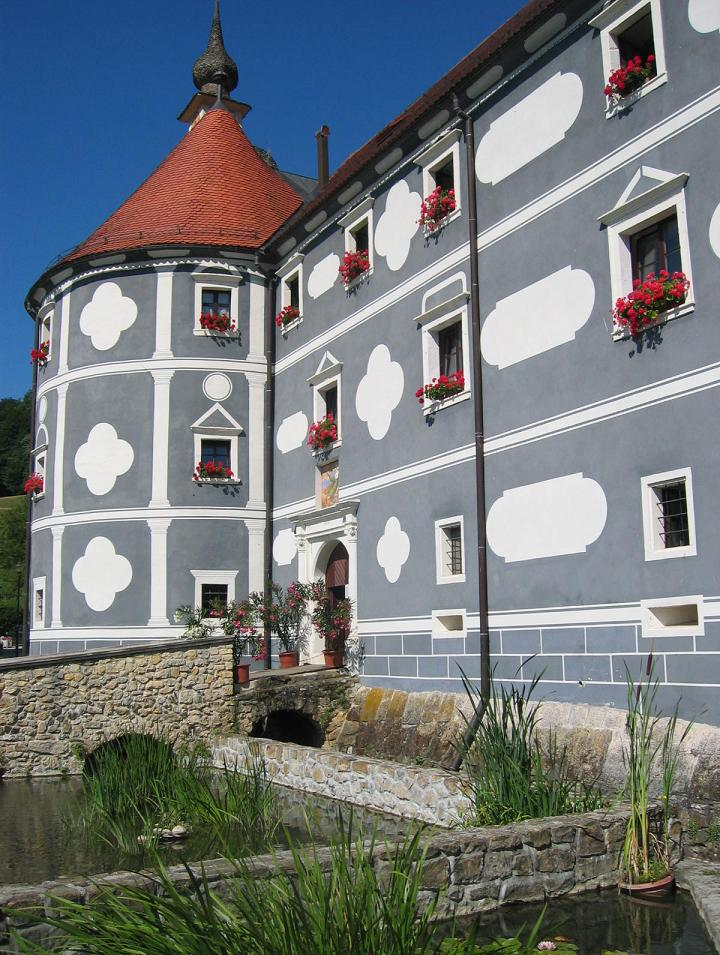
Paulinerkloster Olimje (dt. Wolimiach)

## Nachbargemeinden
|                            | Šmarje pri Jelšah, Rogaška Slatina          |          |
| Šmarje pri Jelšah, Šentjur | Kompassrose, die auf Nachbargemeinden zeigt | Kroatien |
| Kozje                      | Bistrica ob Sotli                           |          |